# キックリ

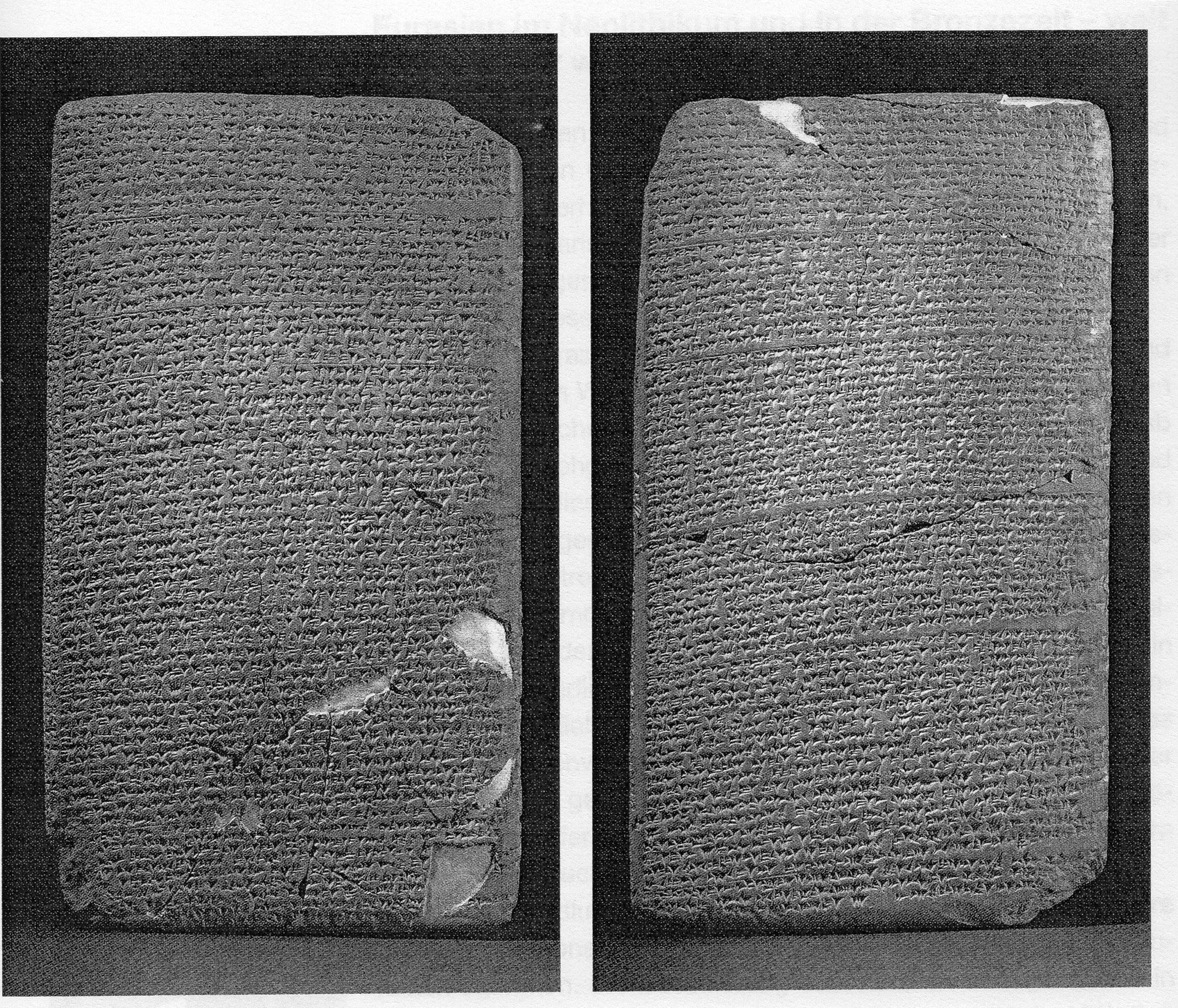
キックリ文書（KUB I13I）の第4版

キックリ（Kikkuli）は紀元前15世紀ごろのヒッタイトで戦闘用馬車を曳く馬匹を訓練していた人物。ミタンニの生まれ。1906年に土中から発見されたキックリ文書という粘土板にその名が記されている（#文書の発見とその内容）。文書に記された訓練の内容は現代の科学的な観点から見ても理に適ったものである（#馬匹訓練の再現実験）。

## 文書の発見とその内容
1906年から1907年にかけてアナトリア半島中央部のボアズキョイ（ハットゥシャ）でフーゴー・ウィンクラー率いるドイツの調査隊が実施した発掘調査で、楔形文字が刻まれた粘土板が大量に見つかった。そのうちの4枚の粘土板 KUB I13I が1931年にベドジヒ・フロズニーらにより解読され、文中の登場人物の名をとって「キックリ文書」（Kikkuli-Text）と呼ばれるようになった。
文書の冒頭には「ミタンニの地に生まれた馬の調教師キックリは（以下のように）語る」と書かれており、この文書の内容を語る人物がキックリという名前を持つ人物であることがわかる。そしてその内容は、戦闘用馬車（チャリオット）を牽引する馬匹の給餌や体調管理、強い馬体づくりの方法である。なお、育種については取り扱われていない。
キックリ文書に記載された訓練プログラムは秋に始まり、全調教期間が184日間に及ぶ。第1版（タブレット）は1日目から74日目まで、第2版は75日目から152日目まで、第3版は153日目から168日目まで、第4版は169日目から184日目までの、訓練すべきこととその訓練の強度、与えるべき餌と水、マッサージなど馬体のケアについて具体的に語っている。
ミタンニ人は馬の調教のやり方を広めることに貢献した民族だった。ヒッタイト人はキックリから馬の扱い方を教わった結果として、強力な戦車（チャリオット）の軍団をそろえることができ、現在のトルコ、シリア、レバノン及びイラク北部を含む大帝国を築き上げた:11-17。しかしながら、キックリは、馬を戦車に繋いで行う訓練に費やす時間よりも長い時間を、速歩や駈歩をさせることに費やしている:24-27。

## 言語学的知見
4枚のタブレットはそれぞれ別の書記により書かれている。紀元前15世紀に書かれたテキストを前13世紀に新ヒッタイト語へ翻訳したものであると考えられている。
ボアズキョイ出土のタブレット群はアッカド語を記述したものと同じ楔形文字で書かれているが、当初は読めず、1915年にベドジヒ・フロズニーにより印欧語族に属する言葉（ヒッタイト語）であることが明らかにされた。キックリ・テキストもヒッタイト語で書かれたものであるが一部にフルリ語の古い表現が残り、しかもその表現には、ヒッタイト学者のアンネリース・カムメンフーバーによると、文法上の誤りが散見されるという。また、言語学者のマンフレート・マイルホーファーによると、数詞や職名など一部の専門用語に、明らかにインド語派の古代語と共通性がある語彙が含まれるという。

## 馬匹訓練の再現実験
Nyland (2009)は、1991年から1992年にかけてオーストラリアにて、複数のアラブ種の馬に対してキックリ文書に記載された七か月間のプログラムを適用し、キックリ文書の再現実験を試みた。

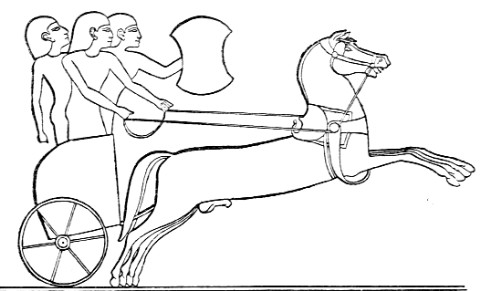
ヒッタイトの戦車

キックリが教える体調管理法においては、驚くべきことに、現代の総合馬術やエンデュランス馬術競技の騎手が効果的に用いる「インターバル・トレーニング」がすでに用いられていた。馬を厩舎につなぎ、湯で洗い、燕麦や大麦を少なくとも日に三回与えるという点では、キックリのやり方は現代の普通の馬の世話の仕方と変わらない。その一方で、キックリは、整理運動（ウォーム・ダウン）を行わせること:119-130、さらに、駈歩のたびごとに馬の緊張をほぐすために休憩を入れ、進んだ訓練法として駈歩のインターバルに運動を行うことを推奨している:40。これはこんにちインターバル・トレーニングとして知られているものと同様のものである。この方法は、1960年代ごろになって初めて馬スポーツの専門家により研究されたものである:60。
また、キックリの体調管理プログラムは、訓練の継続、負荷のピークをシフトさせること、電解質置換理論、ファートレック・トレーニング、インターバルと反復といった、近代的なスポーツ理論に比定することができるような「スポーツ医学」を含んでおり、これにより筋繊維がじわじわと引き締まって均整のとれた馬体へと馬を導くことができる:38。